# Colin Jost

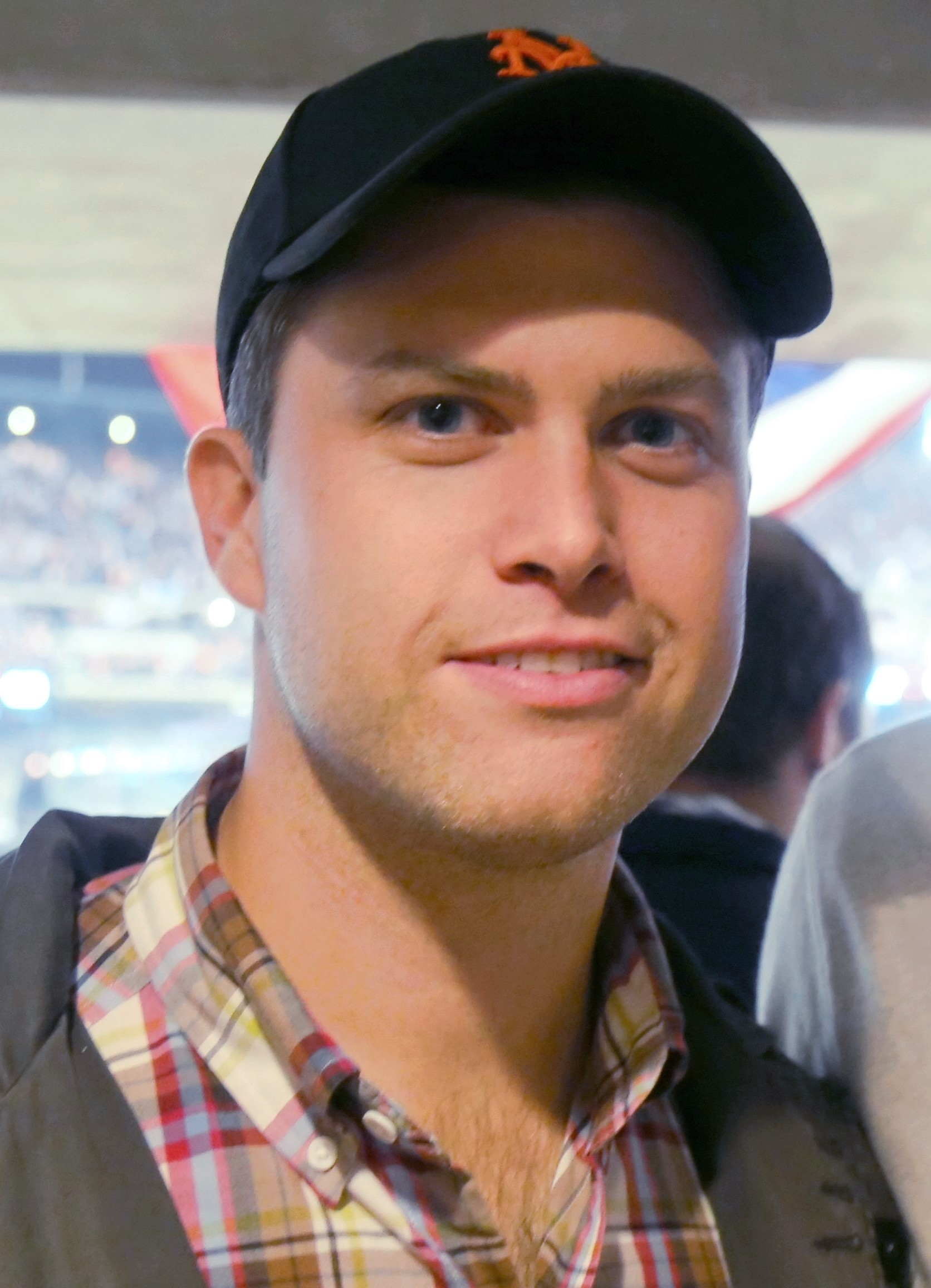
Colin Jost (2015)

Colin Kelly Jost (* 29. Juni 1982 in New York City) ist ein US-amerikanischer Komiker, Schauspieler und Drehbuchautor. Seit 2005 gehört er zum Autorenteam der US-amerikanischen Comedy-Show Saturday Night Live (SNL) und ist seit 2014 einer der beiden Moderatoren des Weekend-Update-Segments ebendieser Sendung.
Von 2012 bis 2015 gehörte er zu den Hauptautoren von SNL; seit 2017 ist er erneut Co-head Writer.

## Biografie
Colin Jost wurde als Älterer zweier Brüder in New York City geboren und wuchs in Grymes Hill, einem Viertel im Bezirk Staten Island, auf. Sein Bruder Casey Jost ist Schauspieler und Autor für Impractical Jokers, eine Versteckte-Kamera-Sendung des Fernsehsenders truTV. Seine Mutter Kerry J. Kelly arbeitete als Medizinerin beim New York City Fire Department. Sein Vater Daniel A. Jost war Lehrer an einer High School in New York.
Jost wuchs im römisch-katholischen Glauben auf und besuchte eine katholische High School, an der er sich als Redakteur der Schülerzeitung The Owl einbrachte. Als Student der Harvard-Universität schloss er 2004 sein Studium der Geschichte und Literatur mit der note cum laude ab, wobei er sich auf britische und russische Literatur spezialisierte. In Harvard war er Präsident des Harvard Lampoon.

## Karriere
Nach seinem Studium arbeitete Jost als Reporter für die New Yorker Lokalzeitung Staten Island Advance. Danach wurde er für die kurzlebige Animationsserie Kappa Mikey des Fernsehsenders Nickelodeon als Autor angestellt. Im Jahr 2005 – nach Produktionsende von Kappa Mikey – bewarb er sich erfolgreich als writer bei Saturday Night Live.
Von 2009 bis 2012 war Jost writing supervisor bei SNL und von 2012 bis 2015 sowie erneut seit 2017 einer der Hauptautoren der Sendung. In dieser Funktion arbeitet er mit seinem Autorenkollegen Rob Klein zusammen. In der Sommerpause nach der SNL-Staffel 2012/2013 wurde er vom Produzenten Lorne Michaels als einer der beiden Moderatoren des Weekend-Update-Segments vorgeschlagen, da Moderator Seth Meyers SNL zugunsten seiner eigenen Sendung Late Night With Seth Meyers verlassen würde. Seit dem 1. März 2014 präsentiert Jost erst gemeinsam mit Comedienne und Schauspielerin Cecily Strong, später mit Stand-Up-Comedian und Autor Michael Che, die Rubrik Weekend Update.
Als Vorbilder für seine Arbeit bei Saturday Night Live nannte er das Wirken des kanadischen Comedians Norm MacDonald und der ebenfalls durch SNL bekannt gewordenen Tina Fey. Über Weekend Update hinaus war Jost in einem SNL-Cameo-Auftritt in der Rolle von John Kasich, Gouverneur von Ohio, bei einem Sketch über die republikanische Präsidentschaftsdebatte zu sehen. Jost trat als Stand-Up-Comedian in Jimmy Fallons Late-Night-Show auf. Im Jahre 2009 wurde er im Rahmen des Montréaler Festivals Juste pour rire zum New Face nominiert. Er schreibt für den New Yorker, das New York Times Magazine und die Huffington Post. 2016 spielte Colin Jost die Rolle des Paul in der romantischen Komödie How to Be Single.
Im Juli 2020 veröffentlichte er das autobiographische Buch A Very Punchable Face: A Memoir. Das Buch wurde von der Kritik positiv angenommen und wurde auf der Bestseller-Liste der New York Times aufgeführt.

## Privates

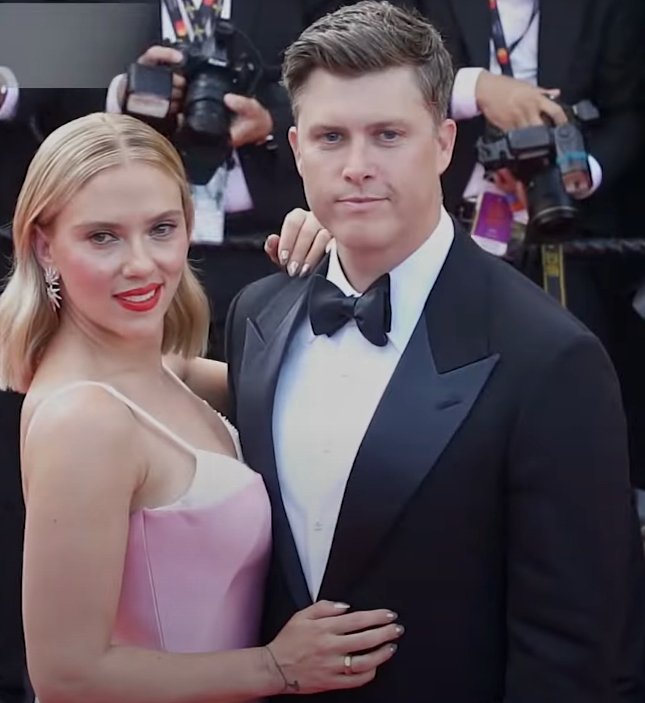
Jost mit Scarlett Johansson 2023

Jost ist seit Mai 2017 mit der Schauspielerin Scarlett Johansson liiert und seit Oktober 2020 mit ihr verheiratet. Im August 2021 kam ihr gemeinsames Kind zur Welt.
In seiner Zeit als Student in Harvard lebte Jost mit Pete Buttigieg, dem späteren Bürgermeister von South Bend (Indiana) und demokratischen Präsidentschaftskandidaten sowie ehemaligem US-Verkehrsminister, im Leverett House zusammen. Im Jahr 2015 spendete Jost 100 US-Dollar für Buttigiegs Bürgermeister-Wahlkampf. Während seiner Kampagne um die demokratische Nominierung zur Präsidentschaftswahl 2020 trat er als Buttigieg in Saturday Night Live auf.